# Мариупольский профессиональный металлургический лицей
Мариупольский профессиональный металлургический лицей (ПТУ № 3) — среднеспециальное профессиональное учебное заведение в городе Мариуполе. Является базовым для комбината «Азовсталь»,  также готовит квалифицированные кадры других предприятий города. Директор — отличник образования Лилия Яковлева.
Открыто в 1901 году как низшее механико-техническое училище. В год основания имело три основных класса, в которых обучалось 76 человек. Срок обучения составлял 3 года. В 1902 году при училище открывается низшая ремесленная школа, имевшая четыре основных класса, в которых обучалось 82 человека.
В 1915 году училище реорганизовывается в среднее механико-техническое училище. Срок обучения увеличивается до четырёх лет, а его выпускники получают право на поступление в ВУЗы.
В 1922 году училище преобразовывается в профтехшколу, а в начале 30-х годов при заводе «Азовсталь» создаётся школа ФЗУ со сроком обучения один и два года.
В 1940 году школа ФЗУ преобразовывается в ремесленное училище № 6.
В годы Второй Мировой войны училище эвакуируется в город Медногорск Оренбургской области. В 1950 году, после восстановления здания училища, занятия возобновляются в Мариуполе.
В 1961 году ремесленное училище № 6 переименовали в горПТУ № 3. С 1968 года ПТУ стало выпускать рабочих со средним образованием.
31 января 2006 года ПТУ присвоен статус профессионального металлургического лицея.